# Retinol

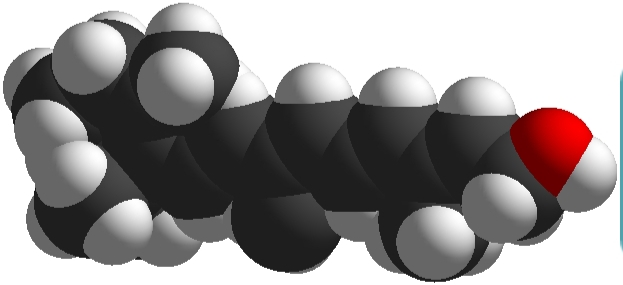
Mô hình 3d của Vitamin A (Retinol) mặt trước

Retinol, còn được gọi là Vitamin A1, là một loại vitamin được tìm thấy trong thực phẩm và có thể được sử dụng như một chất bổ sung trong chế độ ăn uống. Dưới dạng chất bổ sung, chúng được sử dụng để điều trị và ngăn ngừa thiếu vitamin A, đặc biệt là do kết quả của bệnh xerophthalmia. Ở những nơi thiếu phổ biến, một liều lớn duy nhất được khuyến cáo sử dụng cho những người có nguy cơ cao một vài lần trong năm. Thuốc này cũng được sử dụng để ngăn chặn tiến triển xấu ở những người bị bệnh sởi. Chúng được dùng qua đường miệng hoặc tiêm vào cơ bắp.
Retinol ở liều bình thường được dung nạp tốt. Liều cao có thể dẫn đến một số tác dụng phụ như gan to, da khô hoặc quá liều vitamin A. Sử dụng liều cao trong khi mang thai có thể gây hại cho em bé. Retinol thuộc họ vitamin A. Vitamin A và các dạng khác là quan trọng cho chức năng thị giác, duy trì da và phát triển của con người. Thuốc này được chuyển đổi thành dạng hoạt động là retinal và acid retinoic trong cơ thể. Các nguồn thực phẩm bao gồm cá, sản phẩm sữa và thịt cũng chứa retinol.
Retinol được phát hiện vào năm 1909, bị cô lập vào năm 1931, và lần đầu tiên được sử dụng vào năm 1947.  Nó nằm trong danh sách các thuốc thiết yếu của Tổ chức Y tế Thế giới, tức là nhóm các loại thuốc hiệu quả và an toàn nhất cần thiết trong một hệ thống y tế. Retinol có sẵn dưới dạng thuốc gốc và bán sẵn trên quầy. Chi phí bán buôn ở các nước đang phát triển là khoảng 0,02 đến 0,30 USD cho mỗi 50.000 đơn vị. Tại Hoa Kỳ, chúng khá là rẻ.